# Brachypogon hugoi
Brachypogon hugoi är en tvåvingeart som beskrevs av Gustavo R. Spinelli och Eileen D. Grogan 1994. Brachypogon hugoi ingår i släktet Brachypogon och familjen svidknott.
Artens utbredningsområde är Colombia. Inga underarter finns listade i Catalogue of Life.